# داش‌کند (یاردیملی)
داش‌کند (به ترکی آذربایجانی: Daşkənd) یک منطقه مسکونی در جمهوری آذربایجان است که در شهرستان یاردیملی واقع شده است. داش‌کند ۱۰۸۶ نفر جمعیت دارد.

## دین
در مسجد جامع داش‌کند یک هیئت مذهبی وجود دارد.